# Kapitaniwka (obwód kirowohradzki)
Kapitaniwka (ukr. Капітанівка) – osiedle typu miejskiego na Ukrainie, w obwodzie kirowohradzkim, w rejonie nowoukraińskim, w hromadzie Nowomyrhorod. W 2022 liczyło 2430 mieszkańców.

## Urodzeni
- Alyona Alyona (Alona Sawranenko)